# Nasir al-Dawla
Abú Muhámmad al-Hasan ibn Abu'l-Hayja Abdalah ibn Hamdán Násir al-Dawla al-Taglibí (en árabe: أبو محمد الحسن ابن أبو الهيجاء عبدالله ابن حمدان ناصر الدولة التغلبي‎), más conocido por su laqab (epíteto honorífico) de Násir al-Dawla («Defensor de la dinastía [Abásida]»). Fue el segundo gobernante hamdánida del Emirato de Mosul, que abarcaba la mayor parte de Mesopotamia superior (conocida en árabe como Al-Yazira).
Heredó el poder familiar de su padre, por ser el mayor de la dinastía hamdánida. Entre 942 y 943, con la ayuda de su hermano Alí (conocido como Sayf al-Dawla), consiguió establecerse como amir al-umara o regente de facto del califato abásida en Bagdad. En su lucha por mantener el poder ante los intentos de los búyidas de tomar el control de Bagdad y del Bajo Irak, disminuyó su influencia y prestigio, siendo eclipsado por Sayf al-Dawla, quien estableció un firme dominio sobre Alepo y el norte de Siria. 
Después de 964, el hijo mayor de Násir al-Dawla, Abú Taglib, reinó de facto sobre los dominios de su padre. En 967, Abú Taglib y sus hermanos, depusieron y encarcelaron a su padre, el cual murió en cautiverio uno o dos años más tarde.

## Biografía

### Origen

Árbol genealógico de la dinastía hamdánida.

Násir al-Dawla, nacido como Hasán ibn Abdalá, fue el hijo mayor de Abu'l-Hayja Abdalá ibn Hamdán (muerto en 929). Los hamdánidas eran una rama de los taglib, una poderosa tribu árabe residente en el área de Al-Yazira (Mesopotamia Superior) desde épocas preislámicas. Los Taglib tradicionalmente controlaban Mosul y las áreas aledañas hasta finales del siglo IX, cuando el califato abasí intentó imponer un férreo control sobre la provincia. Hamdán ibn Hamdun fue uno de los más determinados líderes taglib en oponerse a dicha acción. Precisamente, en su esfuerzo por defenderse de los abásidas, se aseguró una alianza con los kurdos que vivían en las montañas al norte de Mosul, un hecho de vital importancia en los posteriores acontecimientos de su familia, pues varios familiares se casaron con kurdos, quienes también fueron miembros destacados en el ejército hamdánida.
Las posesiones de Hamdán fueron confiscadas en 895 por el califa abasí Al-Mutádid, y el propio Hamdán se vio obligado a rendirse cerca de Mosul, después de una larga persecución, luego de la cual fue apresado. Su hijo Husein Ibn Hamdan, se encargó de alzar a las tropas taglib a cambio de la condonación de impuestos, estableciendo una fuerte influencia en Al-Yazira, al actuar como mediador entre las autoridades abásidas y la población árabe y kurda. Estas medidas permitieron a su familia sobrevivir a las tensas relaciones con el gobierno central abásida en Bagdad, a principios del siglo X. Huséin llegó a ser un exitoso general, distinguiéndose en su lucha contra los jariyitas y los tuluníes, pero cayó en desgracia luego de apoyar a la fallida usurpación de Ibn al-Mu'tazz en 908.
El padre de Hasán, Abdalá, tuvo el cargo de emir (gobernador) de Mosul, aproximadamente entre el 905 y el 914, siendo destituido y repuesto en varias ocasiones de acuerdo con la cambiante situación política en Bagdad, hasta volver a asumir el control de Mosul, en el 925 o 926. En el año 929 jugó un papel importante en la efímera usurpación de Al-Qahir (quien más tarde reinaría como califa entre 932 y 934) contra Al-Muqtádir (908-932), siendo asesinado durante su destitución. Según el investigador Marius Canard, Abdalá se estableció como el miembro más prominente de la primera generación de la dinastía hamdánida, siendo el fundador del Emirato hamdánida de Mosul.

### Consolidación del poder sobre Al-Yazira

Mapa de Al-Yazira (Mesopotamia superior), patria y núcleo del poder de los hamdánidas

Durante su ausencia en Bagdad en los años de 920 o 921, Abdalá delegó su autoridad sobre Mosul a Hasán. Después de la muerte de Abdalá, el califa Al-Muqtádir aprovechó la oportunidad para vengarse de los hamdánidas, nombrando a un gobernador no relacionado en Mosul. Mientras tanto, los dominios de Abdalá se dividieron entre sus hermanos sobrevivientes. Frente a las reclamaciones de sus tíos, Hasán se tuvo que quedar con una pequeña porción, situada en la orilla izquierda del río Tigris. En 930, Hasán logró recuperar el control sobre Mosul, sin embargo, sus tíos Násir y Saíd lo derrocaron en poco tiempo, confinándolo a la parte occidental del Diyar Rabia. En 934, Hasán volvió a recuperar Mosul, pero Saíd, con el apoyo del califa, lo expulsó nuevamente. Hasán se refugió en Armenia, donde organizó el asesinato de Saíd. Una vez conseguido su objetivo, sus tropas pudieron Mosul, estableciéndolo como su gobernante. Finalmente, después de derrotar a las fuerzas califales a fines de 935, el califa Ar-Radi se vio obligado a reconocerlo formalmente como gobernador de Mosul y Al-Yazira entera, a cambio de un tributo anual de 70 000 dinares de oro, así como suministros de harina para las dos capitales califales de Bagdad y Samarra.
Hasan también intentó extender su control sobre Azerbaiyán, gobernado por la dinastía sáyida, en 934 y en 938, pero sus esfuerzos fallaron.

### Lucha por el control del califato

Mapa de la fragmentación del califato abasí en los siglos y, mostrando los dominios de Násir al-Dawla en naranja.

Mientras intentaba consolidar su dominio sobre Mosul, Hasan mostró su lealtad al régimen abásida, negándose a apoyar la revuelta de Mu'nis al-Khadim contra el califa Al-Muqtádir. En 932, Mu'nis consiguió derrocar y ejecutar al califa. En los años siguientes, el gobierno abasí estuvo a punto de derrumbarse, hasta que en 936, el poderoso gobernador de Wasit, Muhammad ibn Ra'iq, asumió el título de amir al-umara («comandante de comandantes») y el control de facto del gobierno abasí. El califa Ar-Radi se redujo a un papel meramente figurativo, mientras que la extensa burocracia civil disminuyó drásticamente, tanto en tamaño como en poder.
En pocos años, el enfrentamiento por el poder concluyó con la destitución de Ibn Ra'iq por parte del turco Bajkam en 938. Hasan apoyaría entonces a Ibn Ra'iq en busca de la recuperación de su posición perdida. La reacción de Bajkam fue intentar desalojar a Hasán de sus dominios en al-Yazira; sin embargo, fue finalmente asesinado en una escaramuza con bandidos kurdos a principios de 941. La oportunidad de Hasán llegó en 942, cuando el califa al-Muttaqui (r. 940-944), junto con sus asesores más estrechos, huyeron de Bagdad y buscaron refugio en Mosul. Entonces Hasán le hizo una oferta por el poder: habiendo asesinado a Ibn Ra'iq, le sucedió como amir al-umara y recibió el laqab de Násir al-Dawla («defensor de la dinastía»). Escoltó a al-Muttaquí de vuelta a Bagdad, y para asegurar su posición, casó a su hija con el hijo del califa.
Alí, el hermano de Násir al-Dawla, luchó contra los baridíes que aún controlaban la rica provincia de Basora. Decidido a recuperar Bagdad, consiguió una victoria sobre ellos, motivo por el cual fue galardonado con el laqab de Sayf al-Dawla («espada de la dinastía»). A finales de 943, estalló un motín entre las tropas hamdánidas (mayormente compuestas por turcos, dailamitas, cármatas y solo unos cuantos árabes) al mando del general turco Tuzun, quien consiguió ser nombrado amir al-umara por el califa al-Muttaquí. Las fuerzas hamdánidas restantes, al mando de Sayf al-Dawla, combatieron contra el ejército de Tuzun, pero fueron vencidos. Sin embargo, llegaron a un ventajoso acuerdo que les permitió conservar al-Yazira e incluso les dio autoridad sobre el norte de Siria, a cambio de un tributo anual de 3,6 millones de dírhams.

### Guerras con los búyidas

Mapa de Irak en los siglos y.

El general Tuzun falleció a finales de 945. Su muerte debilitó la capacidad del gobierno abásida para mantener su independencia contra el creciente poder de los búyidas, quienes al mando de Ahmad ibn Buya habían consolidado el control sobre Fars y Kerman. El secretario del califa Al-Mustakfi, Ibn Shirzad, intentó hacer frente a los búyidas pidiendo ayuda a Nasir al-Dawla. Sin embargo, Ahmad se adelantó e ingresó a Bagdad con sus tropas, recibiendo en enero de 946 el título de amir al-umara y el laqab de Mu'izz al-Dawla ("fortalecedor del Estado"). Para asegurar su posición, los búyidas marcharon inmediatamente contra los hamdanidas, siendo derrotados por Nasir al-Dawla. Tras un breve periodo de paz entre ambos bandos, se reinició el conflicto en 948, cuándo Mu'izz al-Dawla intentó atacar Mosul, pero se vio forzado a interrumpir su campaña para asistir a su hermano Rukn al-Dawla, quién tenía serios problemas en Persia. 
Entre los años 956 y 958, los búyidas se encontraban ocupados con la rebelión de sus tropas dailamitas en el sur de Irak. Násir al-Dawla aprovechó la oportunidad para capturar Bagdad, pero fue incapaz de mantener su posición a causa de la contraofensiva búyida, viéndose obligado a abandonar la ciudad. La paz fue renovada a cambio del pago de un tributo y de una indemnización, pero cuando Násir al-Dawla rechazó enviar el segundo pago del año, el ejército búyida fue enviado al norte, capturando Mosul y Nísibis. Sayf al-Dawla intervino a favor de su hermano con Mu'izz al-Dawla, debiendo asumir el pago del tributo que este adeudaba por todo el Diyar Rabia para poder llegar a un acuerdo a la paz. Este acuerdo marcó el cambio de roles entre los dos hermanos hamdánidas, y estableció del predominio de la rama siria de la familia.
En 964, Násir al-Dawla intentó renegociar los términos del acuerdo, con el fin de para asegurar el reconocimiento búyida de su hijo mayor, Fadl Allah Abú al-Táglib Gadánfar (en árabe: فضل الله أبو تغلب الغضنفر عدة الدولة‎), como su sucesor. Mu'izz al-Dawla se negó a la renegociación y volvió a invadir el territorio hamdánida, capturando una vez más Mosul y Nasibin. Al igual que en 958, los búyidas fueron incapaces de mantenerse por mucho tiempo en Al-Yazira, teniendo que llegar a un acuerdo que permitió a los hamdánidas recuperar Mosul. Esta vez sería Abú Táglib quien surgió como líder, firmando un tratado con Mui'zz al-Dawla.
El fin del poder de Násir al-Dawla llegó en 967, año que vio las muertes de su hermano Sayf al-Dawla y de su gran rival Mu'izz al-Dawla. Al final, Abú Táglib, gobernador de facto del emirato, consiguió destituirlo con ayuda de su madre kurda, Fátima bint Áhmad. Násir al-Dawla intentó contrarrestarlos, apoyando a su otro hijo Hamdán, quien fue posteriormente capturado y encarcelado en la fortaleza de Ardumusht, donde murió en 968 o 969.